# Chrysodeixis pertusa
Chrysodeixis pertusa är en fjärilsart som beskrevs av Heinrich Benno Möschler 1880. Chrysodeixis pertusa ingår i släktet Chrysodeixis och familjen nattflyn. Inga underarter finns listade i Catalogue of Life.